# Секирино (Рязанская область)
Секирино — село в Скопинском районе Рязанской области России, входит в состав Побединского городского поселения.

## География
Село расположено на берегу реки Брусна в 6 км на северо-запад от центра поселения посёлка Побединка и в 9 км на юг от райцентра города Скопин. 

## История
Секирино в качестве села упоминается еще в XVI веке. При находившейся в том селе Борисоглебской церкви по окладным книгам 1676 года показано в приходе 63 двора драгунских, 1 бобыльский и поповский. Вместо упоминавшейся в XVII веке деревянной из дубового леса Борисоглебской церкви в 1862 году построена новая также деревяннаяКаменная церковь с такою же колокольней была построена в 1908 году на средства прихожан. Престолов в ней было три: главный - в честь святых страстотерпцев Бориса и Глеба, придельные – в честь Казанской Иконы Божией Матери и святителя Николая Чудотворца..
В XIX — начале XX века село входило в состав Корневской волости Скопинского уезда Рязанской губернии. В 1906 году в селе было 377 дворов.
С 1929 года село являлось центром Секиринского сельсовета Скопинского района Рязанского округа Московской области, с 1937 года — в составе Рязанской области, с 2005 года — в составе Побединского городского поселения.

## Население
| 1859 | 1897  | 1906  | 2010 | 2023  |
| ---- | ----- | ----- | ---- | ----- |
| 1540 | ↗2791 | ↗3186 | ↘884 | ↗1023 |

## Инфраструктура
В селе имеются Секиринская школа, фельдшерско-акушерский пункт, отделение связи.

## Достопримечательности
В селе расположена действующая церковь Бориса и Глеба (1908).